# جالا فهمي
جالا فهمي (6 نوفمبر 1962 - 26 فبراير 2022)، ممثلة مصرية، وهي ابنة المخرج المصري أشرف فهمي.

## حياتها
هي ابنة المخرج أشرف فهمي. حصلت على «ليسانس الآداب» من قسم اللغة الإنجليزية عام 1986، وعملت في الإذاعة والتلفزيون بالإضافة إلى ممارستها للتمثيل بدأت حياتها الفنية في سن مبكرة، حيث كانت لا تزال في الثانية عشر من عمرها، ثم عادت كمذيعة لبرنامج إذاعي بعنوان «حكايات راوية وفكري»، ومنه إلى التلفزيون ثم تفرغت للسينما وحققت النجاح في مجموعة الأفلام التي قدمتها مع المخرج شريف شعبان.
وخلال النصف الأول من حياتها عاشت في مدينة «سانتياغو» بدولة تشيلي، وبعدها عاشت مع الأسرة في مدريد (إسبانيا) حتى صارت تتحدث الإسبانية كأولاد بلدها ولأن والدتها خريجة آداب قسم فرنسي فكان من الطبيعي أن تحتل فرنسا جزء كبير من حياتها، لذا فهي تتحدث الفرنسية أيضاً بطلاقة إذ أن جدتها خريجة مدارس فرنسية وكانت لا تتحدث في البيت إلا بالفرنسية.
درست آداب إنجليزي حتى أصبحت ثقافتها تتنوع ما بين العربية والإسبانية والفرنسية والإنجليزية وهي أمور ساعدتها كثيراً فنياً واجتماعياً في التعريف وفي محاولة التقريب بين الثقافة الشرقية والغربية عن طريق أفلامها وأيضاً عن طريق المهرجانات التي تحضرها في بلدان العالم.

## أعمالها

### من الأفلام
- أول مرة تحب يا قلبي[3]
- جالا جالا[4]
- كلام الليل
- بيتزا بيتزا[5]
- سمكة وأربع قروش[6]
- علاقات مشبوهة[7]
- طأطأ وريكا وكاظم بيه[8]
- الجينز
- بنات في ورطة
- الحب في طابا
- قبضة الهلالي
- كيد العوالم
- إعدام قاضي
- يوم مر ويوم حلو

### من المسلسلات
- ليالي الحلمية- الجزء الثالث
- الوسية

### من المسرحيات
- ولعها شعللها[9]

## وفاتها
تُوفيت في 26 فبراير/شباط 2022 ميلاديًا الموافق 25 رجب 1443 هجريًا، عن عمرٍ ناهز 59 عامًا. كان قد أعلن شقيقها مصطفى وفاتها عبر منشورٍ على منصة فيس بوك: «انتقلت إلى رحمة الله أختي چالا فهمي».

## وصلات خارجية
- جالا فهمي على موقع IMDb (الإنجليزية)
- جالا فهمي على موقع الدهليز
- جالا فهمي على موقع قاعدة بيانات الأفلام العربية